# محوطه میر جمال چهار
محوطه میر جمال چهار مربوط به سده‌های ۴ تا ۷ ه.ق است و در شهرستان زابل، بخش میانکنگی، ۵۵۰ متری شمال شرق روستای میر جمال واقع شده و این اثر در تاریخ ۲ مرداد ۱۳۸۷ با شمارهٔ ثبت ۲۳۱۳۹ به‌عنوان یکی از آثار ملی ایران به ثبت رسیده است.